# Saco (Montana)
Saco è una città degli Stati Uniti d'America situata nel Montana, nella Contea di Phillips.